# 霍氏豆娘魚
霍氏豆娘魚(學名：Abudefduf hoefleri)，為輻鰭魚綱鱸形目隆頭魚亞目雀鯛科的其中一種。分布於東大西洋塞內加爾至貝南海域，包括維德角群島及聖多美島，本魚體呈成橢圓形且側扁，體色為藍灰色，體側具4條深藍色窄橫帶，尾鰭叉形，背鰭後半部、尾鰭上下葉、腹鰭及胸鰭為深色，背鰭硬棘13枚、背鰭軟條14枚、臀鰭硬棘2枚、臀鰭軟條13枚，體長可達20公分，棲息岩礁區，生活習性不明。